# 元燮
元 燮（げん しょう、生年不詳 - 515年）は、北魏の皇族。安定王。

## 経歴
拓跋休の次男として生まれた。下大夫の位を受けた。宣武帝の初年、安定王の爵位を嗣ぎ、太中大夫の位を受け、征虜将軍・華州刺史に任じられた。華州の州治を李潤堡から馮翊古城に移転するよう上奏して、許可された。後に征虜将軍・豳州刺史に任じられた。515年（延昌4年）、死去した。征虜将軍・朔州刺史の位を追贈された。

## 子女
- 元超（字は化生、北平王、城門校尉・通直散騎常侍・東中郎将、光禄大夫・将作大匠、安定王、爾朱栄が洛陽に入ると洛南に避難して殺害された）
- 元琰（字は伏宝、西魏の宋安王）

## 伝記資料
- 『魏書』巻19下 列伝第7下
- 『北史』巻18 列伝第6